# 平仙浩教
平仙 浩教（へいせん ひろゆき）は、テレビ長崎ニュース班所属の報道記者兼アナウンサー。本社アナウンス部勤務。

## 来歴
長崎県長崎市出身。2014年4月にテレビ長崎に入社し、本社報道部に配属される。
2018年4月に佐世保支社へ転勤してからは、夕方のニュース番組で県北地区の情報を伝えていた。2020年3月30日に夕方のニュース番組のキャスター（木曜日 - 金曜日 担当）になり、本社勤務になった。また、転勤前に初実況を経験したバレーボール中継も引き続き担当している。

## 担当番組
- 本社報道記者・ディレクター
- KTNニュース - キャスター
- マルっと!（水曜→月曜 - 水曜→月曜 - 金曜）

### 過去の担当番組
- KTN みんなのニュース - リポーター、磯部翔休暇中の代理出演[7]
- バレーボール中継 - 実況担当[8][9]
- KTNプライムニュース - リポーター[5]（2018年3月まで本社報道部アナウンサー兼記者、2018年4月以後佐世保支社記者として）
- KTN Live News it! - キャスター（木曜・金曜）